# مجلة العلوم الانجابية البشرية
مجلة العلوم الإنجابية البشرية هي مجلة طبية مفتوحة المصدر يتم مراجعتها من قبل الأقران ونشرت بالنيابة عن الجمعية الهندية للمساعدة في التكاثر. تنشر المجلة مقالات حول موضوع الحَمل المُعان  وعلم الغدد الصماء، وعلم وظائف الأعضاء، وعلم الأمراض، والزرع  وتشخيص الجينات قبل زراعتها.
| فرع من معرفة           | التكاثر البشري                                  |
| اللغة                  | الإنجليزية                                      |
| تفاصيل المنشور         |                                                 |
| تاريخ النشر            | 2008 إلى الوقت الحاضر                           |
| الناشر                 | منشورات ميدكنوو (الهند)                         |
| تردد                   | كل ثلاث سنوات                                   |
| الاختصارات القياسية    |                                                 |
| ISO 4                  | ج. هوم. علم الإنجابية                           |
| الفهرسة                |                                                 |
| IS SN الرقم            | 0974-1208 (طباعة) 1998-4766 (على شبكة الإنترنت) |
| الروابط                |                                                 |
| الصفحة الرئيسية للمجلة |                                                 |

## التلخيص والفهرسة
تم فهرسة المجلة مع ملخصات عن الصحة والأمراض السارية، ملخصات كابCAB، قواعد بيانات إبسكو EBSCO، إم بيز Excerpta Medica / EMBASE، ببمد سنترال PubMed Central.

## روابط خارجية
- الموقع الرسمي